# The Mortal Instruments: Dæmonernes by
The Mortal Instruments: Dæmonernes by er en amerikansk fantasy-eventyrfilm fra 2013. Filmen er instrueret af Harald Zwart, manuskript er skrevet af Jessica Postigo ud fra romanen City of Bones af Cassandra Clare, og Lily Collins spiller hovedrollen som Clary Fray. Jamie Campbell Bower, Robert Sheehan, Jemima West, Kevin Zegers, Jonathan Rhys Meyers, Jared Harris og Lena Headey har andre vigtige roller.

## Medvirkende
- Lily Collins som Clary Fray
- Jamie Campbell Bower som Jace Wayland/Herondale
- Robert Sheehan som Simon Lewis
- Kevin Zegers som Alec Lightwood
- Jemima West som Isabelle Lightwood
- Lena Headey som Jocelyn Fray
- Kevin Durand som Emil Pangborn
- Jonathan Rhys Meyers som Valentine Morgenstern
- Jared Harris som Hodge Starkweather
- Aidan Turner som Luke Garroway
- Robert Maillet som Blackwell
- Harry Van Gorkum som Alaric
- CCH Pounder som Dorothea
- Godfrey Gao som Magnus Bane